# PITX2
PITX2 (англ. Paired like homeodomain 2) – білок, який кодується однойменним геном, розташованим у людей на короткому плечі 4-ї хромосоми.  Довжина поліпептидного ланцюга білка становить 317 амінокислот, а молекулярна маса — 35 370.
| 10         |  | 20         |  | 30         |  | 40         |  | 50         |
| ---------- |  | ---------- |  | ---------- |  | ---------- |  | ---------- |
| METNCRKLVS |  | ACVQLGVQPA |  | AVECLFSKDS |  | EIKKVEFTDS |  | PESRKEAASS |
| KFFPRQHPGA |  | NEKDKSQQGK |  | NEDVGAEDPS |  | KKKRQRRQRT |  | HFTSQQLQEL |
| EATFQRNRYP |  | DMSTREEIAV |  | WTNLTEARVR |  | VWFKNRRAKW |  | RKRERNQQAE |
| LCKNGFGPQF |  | NGLMQPYDDM |  | YPGYSYNNWA |  | AKGLTSASLS |  | TKSFPFFNSM |
| NVNPLSSQSM |  | FSPPNSISSM |  | SMSSSMVPSA |  | VTGVPGSSLN |  | SLNNLNNLSS |
| PSLNSAVPTP |  | ACPYAPPTPP |  | YVYRDTCNSS |  | LASLRLKAKQ |  | HSSFGYASVQ |
| NPASNLSACQ |  | YAVDRPV    |  |            |  |            |  |            |

A: Аланін

C: Цистеїн

D: Аспарагінова кислота

E: Глутамінова кислота

F: Фенілаланін

G: Гліцин

H: Гістидин

I: Ізолейцин

K: Лізин

L: Лейцин

M: Метіонін

N: Аспарагін

P: Пролін

Q: Глутамін

R: Аргінін

S: Серин

T: Треонін

V: Валін

W: Триптофан

Кодований геном білок за функціями належить до білків розвитку, фосфопротеїнів. 
Задіяний у такому біологічному процесі як альтернативний сплайсинг. 
Білок має сайт для зв'язування з ДНК. 
Локалізований у ядрі.